# David King-Wood
David King-Wood (n. 12 septembrie 1913, Teheran, Iran – d. 3 septembrie 2003) a fost un actor britanic.

## Filmografie
| An   | Titlu                             | Rolă               | Clasificare |
| ---- | --------------------------------- | ------------------ | ----------- |
| 1952 | No Haunt for a Gentleman          |                    | Necreditat  |
| 1954 | A Stranger Came Home              | Sessions           |             |
| 1954 | The Men of Sherwood Forest        | Sir Guy Belton     |             |
| 1955 | Break in the Circle               | Col. Patchway      |             |
| 1955 | The Quatermass Xperiment          | Dr. Gordon Briscoe |             |
| 1955 | The Stolen Airliner               | Controllore        |             |
| 1956 | Il progresso del soldato semplice | Geraldo            |             |
| 1957 | Jamboree                          | Warren Sykes       |             |